# مسجد جامع محبعلی بیگ
مسجد جامع محبعلی بیگ، بنایی تاریخی مربوط به دوره افشاریه است که در شهرکیان واقع شده و این اثر در تاریخ ۱۶ شهریور ۱۳۷۶ با شمارهٔ ثبت ۱۹۱۵ به‌عنوان یکی از آثار ملی ایران به ثبت رسیده است. بنای اولیه این مسجد قبل از دوره تیموری پایه‌گذاری شده‌است و در دوره افشاریه در سنه ۱۱۵۱ ه ق مورد بازسازی قرار گرفته‌است و متعاقب آن در سنه ۱۳۱۸ ه ق مورد باز سازی اساسی با مصالح آجر قرار گرفته‌است. این مسجد دارای دو شبستان بهاره و زمستانه است و رواق شرقی آن دارای شبستان ستوندار سنگی بوده و کاربندی‌های سقف و آجر کاری‌های آن از ویژگی‌های معماری این مسجد محسوب می‌شود.

## محب علی بیگ
محب علی بیگ،یکی از سرداران بزرگ نادرشاه افشار بوده است که به دستور نادرشاه ، شهرکیان را به عنوان مرکز حکومت چهارمحال انتخاب نمود و آثار تاریخی زیادی از خود در این منطقه به جای گذاشت که مهمترین آثار او ، مسجدجامع محب علی بیگ بوده است. وظیفه او تامین امنیت، نظم و گرفتن مالیات از مردم منطقه بوده است.